# Благословена жена (мађарска митологија)
Благословена жена (мађ. Boldogasszony старомађарски: Bódog Akszin ) је мађарско име древне богиње мајке из мађарске митологије,  касније мађарско народно име за Благословену девицу (Boldogságos Szűz) познато и као Беата Вирго (Beata Virgo).

## Порекло имена

### Древни мађарски систем веровања
Назив Благословена жена потиче из некадашњег паганизма и древне мађарске религије. Пресвета Богородица је име древног женског божанства, које су потом хришћани преобраћеници применили на Богородицу по савету епископа Светог Гелерта. Према легенди о Светом Гелерту, „И по њеном савету (тзв. Св. Гелерту), она је устала у такво време да се девица Марија (Szűz Máriára) у Мађарској звала Бодог-Асон, или велика жена овај свет“.
Један од доказа о блиско повезаним културама и митологијама пре освајања Трансданубије и Ердеља су кипови Богородице из аварског доба, чији је директан наставак, на пример, поштовање Девице Марије у Андочу и Чикшомљоу и поштовање Баба-Марије (Babba-Mária), жене обучене у сунце.
Теорија је прво потекла од Лајоша Калманија, који је крајем 19. века, на основу своје збирке око Сегедина и назива маријанских празника, дошао до закључка да је Пресвета Богородица могла бити богиња изворне мађарске вере. Један од његових јаких аргумената био је израз „Кревет Пресвете Богородице“ (Boldogasszony ágya), који се користио за кревет жене у породу. Ову теорију су касније прихватили етнограф Шандор Балинт и етнограф Текла Домотор, а овај аргумент се такође унео у популарну литературу.

### Превод латинских имена
За разлику од претходно наведене теорије, преокрет је била теорија Кароља Молаја, према којој су појмови срећна и жена мађарски народни еквиваленти најчешћег епитета Богородице (беата, односно срећна, у данашњој употреби) и речи домина. Илеш Хорпачи наставља да тврди да тај термин мора бити црквеног порекла, пошто потрага за одговарајућим мађарским терминима за латинска имена захтева познавање и мађарског и латинског језика.
Употреба епитета беата за Богородицу има веома древно порекло. Референце у Библији се односе на Исусову мајку са придевом срећна (boldog) (иако то не значи истовремено и име, јер су многе друге особе такође означене у традицији придевом срећна):
- Света Јелисавета о Марији која ју је посетила каже: „Блажен је који је поверовао у испуњење онога што му је Господ рекао.” (Лука 1:45)
- Марија себе назива блаженом у својој захвалној песми (Магнификат): „Гле, од сада сваки нараштај проглашава се блаженим“. („Beatam me dicent“) (Лк 1,48)[9]
- Док је Исус поучавао, једна жена је повикала из мноштва: „Благо утроби која те родила и грудима које су те дојиле.” (Лука 11:27)

Израз наша дама (asszonyunk) дуго се користио без придева у црквеној литургији и у народним песмама и молитвама, а еквиваленти су му француски Нотр Дам (Notre Dame) и енглески Госпа (Our Lady). Према Хорпачију, избор речи домина, што значи краљица, није случајан, будући да се под утицајем реформског покрета бенедиктинаца у Клунију, акценат на краљици Богородици (Regina, Domina) проширио током година. У овом периоду период овај облик култа Марије, култа краљице, моћне заштитнице, појавио се и у Мађарској, која је прелазила на хришћанство.

## Коришћење имена
У архаичним народним молитвама, читањима и именима празника често се уместо Марија користи свечанији израз Пресвета Богородица. Пре него што је написана химна, национална химна Мађара католика била је песма која почиње Госпом, пореклом из 18. века.
Име је укључено, између осталог, у следеће празнике:
- Госпа од свеће/Представљање Исуса (2. фебруар)
- Благовести (25. март)
- Госпа од Шарлоша (у Мађарској 2. јул)
- Госпа од Анђела (2. август)
- Госпа снежна (5. август)
- Велика Госпојина (15. август)
- Мала Госпојина (8. септембар)[3]

У народном календару месец јануар је познат као Снег Пресвете Богородице (Boldogasszony hava). Ово је због два празника, који имају сложену садржину (данас познат као Богородица) 1. јануара и празника заручника Богородице 23. јануара.